# 7794 Sanvito
7794 Sanvito è un asteroide della fascia principale. Scoperto nel 1996, presenta un'orbita caratterizzata da un semiasse maggiore pari a 2,3015081 UA e da un'eccentricità di 0,1472825, inclinata di 5,67451° rispetto all'eclittica.
Il nome fu attribuito in onore dell'astronomo dilettante Roberto di San Vito.
Nel romanzo di Arthur Charles Clarke 2001: Odissea nello spazio, basato su una prima stesura della sceneggiatura dell'omonimo film e pubblicato nel 1968, viene descritto l'avvicinamento all'asteroide 7794, al quale non viene dato un nome, da parte dell'astronave Discovery durante il suo viaggio verso Saturno. L'autore afferma che 7794 "era un frammento roccioso di cinquanta metri di diametro" scoperto dall'"Osservatorio lunare" nel 1997 (secondo lo Small-Body Database del Jet Propulsion Laboratory il suo diametro dovrebbe essere di 4,558 km). Durante l'avvicinamento dalla Discovery viene lanciato un proiettile metallico che si schianta sulla superficie di 7794, permettendo di determinare spettroscopicamente "per la prima volta" la composizione chimica della crosta di un asteroide.
Nel film omonimo viene mostrata una coppia di asteroidi, presumibilmente 7794 immaginato come binario, in rapida corsa, con la Discovery sullo sfondo, che date le sue minuscole dimensioni deve trovarsi a decine di chilometri di distanza. La raffigurazione è coerente con quanto già noto all'epoca delle riprese (1965-1968) sulle caratteristiche degli asteroidi e sul fatto che nella fascia principale la distanza media tra i corpi che la costituiscono è di molte centinaia di migliaia di chilometri. 